# البقار (نجم)
الاسم الإنكليزي Beta Boötis والاسم التقليدي له Nekkar وهو ترجمة خاطئة عن الاسم العربي، وهو نجم في كوكبة العواء.
هو عملاق أصفر من الصنف G وله قدر ظاهري +3.49 ويبعد حوالي 219 سنة ضوئية عن الأرض.
كتلة النجم ثلاثة أضعاف كتلة الشمس وأكبر من 21 مراة من نصف قطر الشمس. سنة 2006 تم تحديده كتلته 3.4 كتلة شمسية، في حين آخرون سنة 2011 قدروها بنحو 5.0 ± 1.5 كتلة شمسية . سنة 2008 تبين أنها 3.24 كتلة شمسية.عمره يقدر من 240 إلى 251 مليون سنة، تطور قبل أن تتحول إلى نجم عملاق مع التصنيف النجمي . النجم يشع حوالي 170 إلى 194 ضعف لمعان الشمس . غلافه الخارجي له درجة حرارة فعالة 4932 كلفن. هذه الحرارة يعطيها توهج أصفر لنجم G-نوع. لديه فترة تناوب تقدر بنحو 200 يوما، وقطبه يميل 28 درجة ± 6 درجة على خط الأفق من الأرض.
في عام 1993، تم استخدام القمر الصناعي روسات لمراقبة قنبلة الأشعة السينية على بيتا Boötis، التي نشرت نحو 1.7 × 1032 أرج. وكانت هذه أول هذه الملاحظة لنجم النشاط منخفضة من هذا النوع. ويمكن تفسير مضيئة من قبل M من نوع نجم رفيق قزم كما غير ملحوظة حتى الآن